# Абстрактний клітинний комплекс
Абстра́ктний кліти́нний ко́мплекс — множина з топологією Александрова, в якій кожній точці присвоєно невід'ємне ціле число, зване розмірністю. Поняття використовується в цифровій топології для аналізу двовимірних і тривимірних цифрових зображень. Комплекс називають «абстрактним» тому, що його точки, звані «клітинами», не є підмножинами гаусдорфового простору, як це має бути для клітинних комплексів, що застосовуються в алгебричній топології та теорії гомотопій.

## Історія
Подібні конструкції з подібним рівнем загальності розглядали Лістинг (1862), Штайніц (1908), Такером(1933), Рейдемейстер (1938).
Штайніц визначив абстрактний клітинний комплекс як трійку {\displaystyle C=(E,B,dim)}, де {\displaystyle E} — довільна множина, {\displaystyle B} — антисиметричне, іррефлексивне та транзитивне бінарне відношення обмежування між елементами множини {\displaystyle E}, а {\displaystyle dim:E\to \mathbb {N} } — функція, що присвоює невід'ємне число кожному елементу з {\displaystyle E} так, що якщо {\displaystyle B(a,b)}, то справедливо: {\displaystyle dim(a)<dim(b)}. «Клітинний комплекс» у визначенні Вайтгеда (1939) вимагає відокремленості простору та гомеоморфності клітин одиничному евклідовому кубу відповідної розмірності, надалі використовуючи цю конструкцію для визначення CW-комплексу. Александров у книзі «Комбінаторна топологія» (1941, перше видання вийшло в 1947), визначаючи «клітинний комплекс», наклав вимоги наявності в комплексі протилежної клітини та визначеності коефіцієнта інцидентності між кожною парою клітин сусідніх розмірностей (тим самим максимально наблизивши до симпліційного комплексу).
Від 1989 року абстрактні комплекси у визначенні Штайніца використовуються в дослідженнях проблематики комп'ютерного аналізу зображень.

## Властивості
Топологія абстрактних комплексів заснована на частковому порядку на множині його точок або клітин. На відміну від симпліційного комплексу, елементи абстрактного комплексу не є симплексами, зокрема, {\displaystyle n}-вимірний елемент абстрактного комплексу не обов'язково має {\displaystyle n+1} нульвимірних сторін і кожна підмножина множини нульвимірних сторін є клітиною. Завдяки цьому поняття абстрактного клітинного комплексу можна застосувати до дво- і тривимірних ґраток, які використовуються в обробці зображень, тоді як симпліційний комплекс для цього непридатний. В абстрактному комплексі можна ввести координати, тому що існують несимпліційні комплекси, які є декартовими добутками таких «лінійних» зв'язних одновимірних комплексів, у яких кожна (крім двох) нульвимірна клітина обмежує дві одновимірні клітини. Тільки декартові комплекси дозволяють увести такі координати, що кожна клітина має набір координат і дві різні клітини завжди мають різні набори координат. Набір координат може бути «назвою» (ідентифікатором) клітини, що важливо для опрацювання комплексів. Абстрактні комплекси дозволяють також увести класичну топологію (топологію Александрова) в ґратки, які є основою опрацювання зображень, завдяки чому стає можливим дати точні визначення топологічних понять зв'язності та межі підмножини. Розмірність клітин визначається в загальному випадку інакше, ніж у симпліційних комплексах.
Основна відмінність від клітинних комплексів, що застосовуються в алгебричній топології в тому, що абстрактний комплекс не накладає вимог до відокремлюваності простору. Це важливо з точки зору інформатики, оскільки неможливо явно подати недискретний гаусдорфів простір у комп'ютері. (Окіл кожної точки в такому просторі повинен мати нескінченну кількість точок).